# بطولة كاريوكا 2010
بطولة كاريوكا 2010 هو موسم من بطولة كاريوكا. كان عدد الأندية المشاركة فيه 16، وفاز فيه بوتافوغو ريغاتاس.